# Zephyrin
Zephyrin ist ein männlicher Vorname.

## Herkunft und Bedeutung
Der Name Zephyrin entstammt der griechischen Sprache und lehnt sich an den Heiligen Zephyrinus, Bischof von Rom von 198 bis 217, an. Der Name bedeutet „der Westwind“.

## Varianten
Die weibliche Form des Vornamens ist Zephyrine, Zéphyrine, Zéphirine. Die Langform des Namens in Zephyrinus.
- französisch: Zéphyrin
- italienisch: Zeffirino
- spanisch: Ceferino
- tschechisch: Zefyrin, Zeferin

## Namenstag
Als Namenstag wird seit 1970 der 20. Dezember gefeiert. Zuvor war der Gedenktag der 26. August.

## Namensträger

### Vorname
- Ceferino Garcia (1906–1981), philippinischer Boxer
- Zefyrinus Namuncurà (1886–1905) (auch: Ceferino), argentinischer Seliger in der römisch-katholischen Kirche
- Zéphyrin Toé (1928–2013), burkinischer Altbischof von Dédougou.
- Zephyrin Zettl (1876–1935), deutschsprachiger Mundartdichter und Buchdrucker aus dem Böhmerwald

### Zwischenname
- Jean François Marie Zéphyrin Bladé (1827–1900), französischer Ethnologe und Schriftsteller
- Raúl Cancio (eigentlich Ceferino Cancio Amunárriz) (1911–1961), spanischer Schauspieler
- Stephan Cäsar Zephirin Cegielski (1852–1921), deutscher Unternehmer und Mitglied des Deutschen Reichstags
- Karl Anton Joachim Zephyrin Friedrich Meinrad Fürst von Hohenzollern-Sigmaringen (1811–1885), letzter Fürst von Hohenzollern-Sigmaringen
- Manuel Ceferino Oribe y Viana (1792–1857), uruguayischer Politiker
- Karl Eitel Friedrich Zephyrinus Ludwig von Hohenzollern-Sigmaringen (1839–1914), König von Rumänien